# Time-Division Long-Term Evolution
Time-division Long-Term Evolution (TD-LTE), en español LTE por división de tiempo, también conocido como LTE por división de tiempo dúplex (LTE TDD), es una tecnología 4G de las telecomunicaciones y un estándar codesarrollado por una coalición internacional de empresas, incluyendo China Mobile, Datang Telecom, Huawei, Nokia Solutions and Networks, Qualcomm, Samsung, y ST-Ericsson. Es una de las dos variantes de la tecnología LTE, el otro es LTE por división de frecuencia (LTE FDD).

## Resumen de la técnica
LTE por división de tiempo dúplex, abreviado como TD-LTE, TDD LTE, o LTE TDD es una de las dos tecnologías de transmisión de datos móviles que están bajo la norma internacional de LTE, la otra es LTE por División de Frecuencia Dúplex (LTE FDD). TD-LTE fue desarrollado específicamente con la idea de la migración a 4G desde las redes de tercera generación 3G TD-SCDMA.
Hay dos grandes diferencias entre TD-LTE y LTE FDD: cómo los datos son cargados y descargados, y cómo se despliega el espectro de frecuencia de las redes. Mientras que LTE FDD utiliza frecuencias pares de carga y descarga, TD-LTE utiliza una sola frecuencia, alternando entre los datos de la carga y descarga a través del tiempo. La relación entre carga y descarga de una red TD-LTE se puede cambiar de forma dinámica, en función de cuáles datos tengan que ser enviados o recibidos. TD-LTE y LTE FDD también operan en diferentes bandas de frecuencia, con TD-LTE se trabaja mejor en las frecuencias más altas, y LTE FDD se trabaja mejor en las frecuencias más bajas. Las frecuencias utilizadas para la gama TD-LTE de 1850 MHz a 3800 MHz, con varias bandas diferentes que se utilizan. El espectro de TD-LTE es generalmente más barato para el acceso, y tiene menos tráfico. Además, las bandas para TD-LTE se superponen con las utilizadas para WiMAX, que pueden ser fácilmente actualizadas para soportar TD-LTE.
A pesar de las diferencias en cómo los dos tipos de transmisión de datos manejan LTE, TD-LTE y LTE FDD comparten el 90 por ciento del núcleo de su tecnología, por lo que es posible para los mismos chips y redes usar ambas versiones de LTE. Varias empresas producen Chips de modo dual o dispositivos móviles, incluyendo Samsung y Qualcomm, mientras que los operadores China Mobile Hong Kong Company Limited y Hi3G Access han desarrollado redes de modo dual en China y Suecia respectivamente.

## Historia
La creación de TD-LTE involucra una coalición de empresas internacionales que trabajaron para desarrollar y probar la tecnología. China Mobile fue un autor temprano del TD-LTE, junto con otras empresas como Datang Telecom y Huawei, que trabajaban para desplegar redes TD-LTE, y más tarde desarrollaron la tecnología para que permita a los equipos TD-LTE operar en el espectro de frecuencia white spaces entre las estaciones de televisión abierta. Intel también participó en el desarrollo, la creación de un laboratorio de interoperabilidad TD-LTE con Huawei en China, así como ST-Ericsson, Nokia, y Nokia Siemens (ahora Nokia Solutions and Networks), que desarrollaron estaciones base TD-LTE que aumentaron la capacidad en un 80 por ciento y la cobertura en un 40 por ciento. Qualcomm también participó, desarrollando el primer chip multimodo del mundo, combinando tanto TD-LTE y LTE FDD, junto con HSPA y EV-DO. Accelleran, una empresa belga, también ha trabajado para construir pequeñas células para las redes de TD-LTE.
Los ensayos de la tecnología TD-LTE comenzaron ya en 2010, con Reliance Industries y Ericsson India con la realización de pruebas de campo de TD-LTE en la India, que alcanzó una velocidad de descarga de 80 megabytes por segundo y velocidades de carga de 20 megabytes por segundo. Para el año 2011, China Mobile comenzó los ensayos de la tecnología en seis ciudades.
Aunque en un principio visto como una tecnología utilizada por unos pocos países, entre ellos China e India, en 2011 el interés internacional en TD-LTE se había expandido, especialmente en Asia, en parte debido a un menor costo de implementación del TD-LTE en comparación con LTE FDD. A mediados de ese año, 26 redes de todo el mundo estaban llevando a cabo ensayos de la tecnología. La Iniciativa Global TD-LTE (en inglés GTI) también se inició en 2011, con socios fundadores de China Mobile, Bharti Airtel, SoftBank Mobile, Vodafone, Clearwire, Aero2 y E-Plus. En septiembre de 2011, Huawei anunció que se asociaría con el proveedor móvil polaco Aero2 para desarrollar una red combinada de TDD LTE y FDD en Polonia, y en abril de 2012, ZTE Corporation había trabajado para desplegar redes de prueba y comercializar TD-LTE para 33 operadores en 19 países. A finales de 2012, Qualcomm trabajó extensamente para desplegar una red comercial TD-LTE en la India, y se asoció con Bharti Airtel y Huawei para desarrollar el primer teléfono inteligente multi-modo de TD-LTE para la India.
En los EE. UU., Clearwire planea implementar TD-LTE, con el compromiso del fabricante de chips Qualcomm de apoyar a las frecuencias de Clearwire en sus chipsets LTE multimodo. Con la adquisición de Sprint por parte de Clearwire en 2013, el portador comenzó a utilizar estas frecuencias para el servicio de LTE en redes construidas por Samsung, Alcatel-Lucent, y Nokia.
A partir de marzo de 2013, existían 156 redes 4G LTE comerciales, incluyendo 142 redes LTE FDD y 14 redes TD-LTE.
A partir de noviembre de 2013, el gobierno de Corea del Sur planea permitir una cuarta operadora inalámbrica en 2014, lo que proporcionaría servicios de TD-LTE, y en diciembre de 2013, se concedieron licencias de TD-LTE a tres operadores de telefonía móvil de China, lo que permite el despliegue comercial de servicios 4G LTE.
En enero de 2014, Nokia Solutions and Networks indicó que había completado una serie de pruebas de voz sobre LTE) llamando a la red TD-LTE de China Mobile. El próximo mes, Nokia Solutions and Networks y Sprint anunciaron que habían demostrado velocidades de rendimiento de 2,6 gigabits por segundo de rendimiento utilizando una red TD-LTE, superando el récord anterior de 1,6 gigbits por segundo.

## Implementación, redes y dispositivos comerciales
A partir de enero de 2014, había 28 redes comerciales TD-LTE que operan en 21 países en todo el mundo, con un adicional de 45 redes planificadas o en despliegue. Los despliegues de TD-LTE son muy populares en Asia y el Pacífico, con el 47 por ciento de los contratos de TD-LTE adjudicados a proveedores de esta región. En segundo lugar se encuentra el Medio Oriente, con el 18 por ciento de los contratos. Según un informe realizado por la firma de investigación Ovum Ltd. en junio de 2012, se espera que las conexiones de TD-LTE para compensar el 25 por ciento de todas las conexiones LTE en todo el mundo para el año 2016, con los operadores en Japón, Australia, Arabia Saudita, Suecia y Dinamarca que han aplicado la tecnología, o planean en el futuro.
En 2013, un total de 705 nuevos dispositivos LTE se pusieron en marcha en todo el mundo, de los cuales 304 soportan TD-LTE, frente a los 180 dispositivos en 2012. A finales de año, LG, Samsung, Nokia ya tenían todos los dispositivos demostrando que soportaban TD-LTE, o indicaron que planean lanzar dispositivos que admiten la tecnología en el futuro. Apple también presentó el iPhone 5S y 5C modelos que soportan tanto TD-LTE y LTE FDD.